# Шельф (деталь корабля)

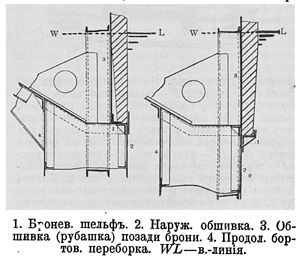
Малюнок до статті «Броневой шельф» з Військової енциклопедії Ситіна.

Шельф (від англ. shelf — «полиця») — назва деяких елементів конструкції корабля, що мають форму полиці.
У дерев'яному судні шельф — інша назва привального бруса — бруса, що йде по борту під бімсами (або назва паралельного йому бруса). У наливному судні з поздовжньою системою набору шельф, або шельфовий лист — горизонтальний лист поперечної перебірки на рівні нижньої палуби, який утворює полицю.
На військових кораблях броньовий шельф — нормальна до борту опора із сталевих листів (полиця) зовні обшивки, на яку встановлюється поясна броня. Щоб утворити нішу для броньових плит, перпендикулярно шельфу і трохи відступивши від зовнішньої обшивки, ставилося її продовження — обшивка (або сорочка) позаду броні; у верхній частині ця ніша покривалася продовженням настилки броньової палуби. Листи шельфу брали такої ширини, щоб він доходив до поздовжньої перебірки бортового коридора; до цієї перебірки шельф кріпився кутовими смугами. У деяких випадках для безперервності зовнішньої обшивки влаштовували зовнішній шельф у вигляді клепаного сталевого кронштейна (на малюнку праворуч).